# Rejon nowomyrhorodzki
Rejon nowomyrhorodzki – jednostka administracyjna wchodząca w skład obwodu kirowohradzkiego Ukrainy.
Rejon utworzony w 1923, ma powierzchnię 1032 km² i liczy 27 568 mieszkańców. Siedzibą władz rejonu jest Nowomyrhorod.
Na terenie rejonu znajdują się jedna miejska rada, jedna osiedlowa rada i 20 silskich rad, obejmujących w sumie 48 wsi.

## Miejscowości rejonu
- (Андріївка)
- (Арсенівка)
- (Берегове)
- (Бирзулове)
- (Бровкове)
- (Бурти)
- Dibriwka (Дібрівка)
- (Ганнівка)
- (Іванівка)
- Józefówka[2] (Йосипівка)
- (Кам'янка)
- (Кам'януватка)
- (Каніж)
- (Капітанівка)
- (Коробчине)
- (Костянтинівка)
- (Котівка)
- (Крупське)
- (Лев-Балка)
- (Листопадове)
- (Лікареве)
- (Мар'ївка)
- (Мартоноша)
- (Мар'янопіль)
- (Моргунівка)
- (Мостове)
- Nowomyrhorod (Новомиргород)
- (Оситна)
- Ositniażka (Оситняжка)
- (Панчеве)
- (Пенькине)
- (Петроострів)
- (Писарівка)
- (Прищепівка)
- (Пурпурівка)
- (Рівне)
- (Розлива)
- (Рубаний Міст)
- (Сухолітівка)
- (Тишківка)
- (Троянове)
- (Турія)
- (Шпакове)
- (Щербатівка)
- Wasylówka[3] (Василівка)
- (Веселівка)
- (Защита)
- (Зелене)
- (Жовтневе)
- (Журавка)